# M29 (astronomia)
M 29 (noto anche come NGC 6913) è un piccolo ma ben noto ammasso aperto visibile nella costellazione del Cigno; nonostante le sue piccole dimensioni, è alla portata anche di piccoli strumenti.

## Osservazione

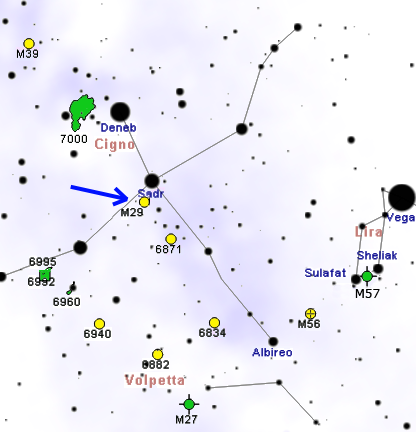
Mappa per individuare M29.

M29 si trova con facilità poco più di 1,5° a sud della brillante stella Sadr (γ Cygni), sul bordo della Fenditura del Cigno; già si rende visibile con un binocolo, il quale lo rivela come una macchia chiara su uno sfondo ricco di stelle, specialmente nel settore nord-occidentale. In un 8x30 si individua con difficoltà e il suo aspetto appare granuloso o nebulare, senza traccia di stelle; un 10x50 non migliora di molto il suo aspetto, ma nelle notti più limpide se ne può già tentare la difficile risoluzione in stelle. Lo strumento più adatto per l'osservazione di M29 è un piccolo telescopio amatoriale: un 100mm già rivela tutte le sue componenti principali, una ventina, di cui sei sono disposte a formare un asterismo che ricorda molto bene la figura della costellazione di Pegaso. Strumenti più potenti consentono di rivelare fino ad una trentina di componenti principali.
M29 può essere osservato da entrambi gli emisferi terrestri, sebbene la sua declinazione settentrionale favorisca notevolmente gli osservatori dell'emisfero nord; dalle regioni boreali si presenta estremamente alto nel cielo nelle notti d'estate, mentre dall'emisfero australe resta sempre molto basso, ad eccezione delle aree prossime all'equatore. È comunque visibile da quasi tutte le aree abitate della Terra. Il periodo migliore per la sua osservazione nel cielo serale è quello compreso fra giugno e novembre.

## Storia delle osservazioni
L'ammasso fu scoperto da Charles Messier nel 1764 mentre era alla ricerca di comete, che lo descrive così: "Un ammasso di 7 o 8 stelle piccolissime. Nel telescopio di 3 piedi e mezzo sembra una nebulosa." Ben pochi osservatori hanno poi lasciato descrizioni: l'ammiraglio Smyth osservò in questa zona una stella doppia descrivendone le componenti come una giallastra e una grigiastra, mentre Flammarion lo descrisse come "un arcipelago in questa opulenta regione stellare".

## Caratteristiche

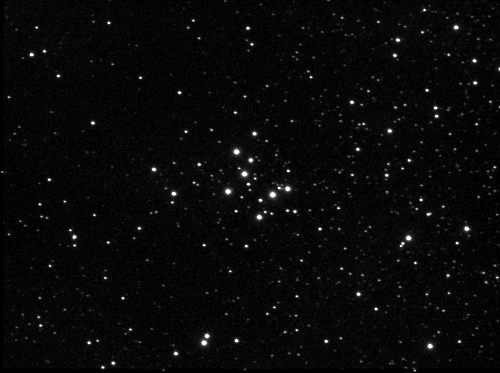
L'ammasso M29 come appare in un telescopio amatoriale di media potenza.

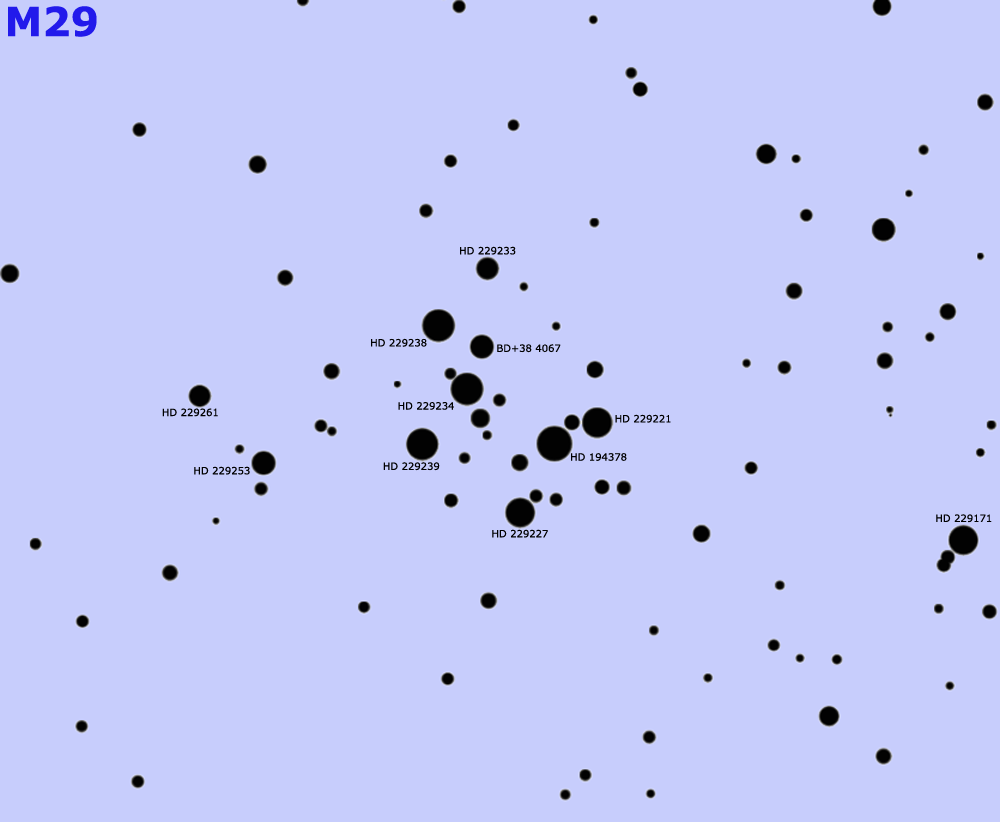
Mappa dettagliata di M29, con le sigle delle stelle principali.

La distanza di questo ammasso è incerta, dato che viene calcolata tra i 4000 anni luce (secondo Kenneth Glyn Jones e lo Sky Catalogue 2000) e i 7200 anni luce (secondo la maggior parte delle fonti compreso Mallas/Kreimer e Burnham). L'incertezza è determinata dall'enorme quantità di materia interstellare frapposta (forse mille volte più della media) facente parte della Fenditura del Cigno, che rende difficile il calcolo; tuttavia viene dato per certo che si trovi nella stessa regione galattica del Complesso nebuloso molecolare del Cigno, solo ad una diversa latitudine galattica. M29 comprende una cinquantina di stelle, ma si presenta in parte occultato dalla polvere interstellare; la sua posizione in una regione molto affollata di cielo contribuisce inoltre a renderlo ancora meno appariscente. Le componenti di M29 possiedono magnitudini comprese fra la 8,4 e la 13,9. Le più luminose, le sette stelle giganti dominanti, possiedono una magnitudine compresa fra 8,4 e 10,8; fra queste e le restanti componenti vi è un salto dalla magnitudine 10,8 alla 11,6.
La sua età viene stimata in 10 milioni di anni e i membri più brillanti del gruppo sono tutti di classe spettrale B. La componente più luminosa è generalmente indicata come di magnitudine apparente 8,4, ed è indicata con la sigla HD 194378; si tratta in realtà di una binaria a eclisse oscillante fra le magnitudini 8,53 e 8,67 in un periodo non ben determinato. La sua sigla di stella variabile è V2031 Cygni. Sei delle sue componenti siano più luminose della magnitudine 9,5, generalmente la magnitudine limite per un binocolo 10x50.

### Libri
- (EN) Stephen James O'Meara, Deep Sky Companions: The Messier Objects, Cambridge University Press, 1998, ISBN 0-521-55332-6.

### Carte celesti
- Toshimi Taki, Taki's 8.5 Magnitude Star Atlas, su geocities.jp, 2005. URL consultato il 7 novembre 2010 (archiviato dall'url originale il 5 novembre 2018). - Atlante celeste liberamente scaricabile in formato PDF.
- Tirion, Rappaport, Lovi, Uranometria 2000.0 - Volume I - The Northern Hemisphere to -6°, Richmond, Virginia, USA, Willmann-Bell, inc., 1987, ISBN 0-943396-14-X.
- Tirion, Sinnott, Sky Atlas 2000.0 - Second Edition, Cambridge, USA, Cambridge University Press, 1998, ISBN 0-933346-90-5.
- Tirion, The Cambridge Star Atlas 2000.0, 3ª ed., Cambridge, USA, Cambridge University Press, 2001, ISBN 0-521-80084-6.